# Kulli (Raasiku)
Kulli est un village de la commune de Raasiku du comté de Harju en Estonie.
Au 31 décembre 2011, il compte 126 habitants.